# К1810ВМ88
К1810ВМ88 — однокристальный 16-разрядный микропроцессор, советский клон Intel 8088.
Входит в состав микропроцессорного комплекта серии КР1810, предназначенного для построения микро-ЭВМ и контроллеров на основе n-МОП технологии. Аналогично 8086/8088, отличается от К1810ВМ86 уменьшенным до четырёх числом регистров очереди команд и 8-разрядной внешней шиной данных (внутренняя структура, как и у К1810ВМ86, 16-разрядная). Из-за использования 8-разрядной внешней шины данных время выборки 16-разрядных слов увеличивается вдвое, что приводит к снижению производительности по сравнению с К1810ВМ86. Однако снижение общей производительности оказывается несущественным. Так, время обработки однобайтовых операндов с помощью К1810ВМ88 только на 5 % меньше. Система команд совместима с MCS-86.
Выпускался в керамическом корпусе под названием КМ1810ВМ88 и в пластиковом КР1810ВМ88.